# Delly Singah
 (octobre 2022).
Delly Singah, de son vrai nom Delphine Anon Singah née le 2 décembre 1985 à Bamenda, est une personnalité des médias, entremetteuse et philanthrope camerounaise basée au Royaume-Uni. Elle est connue pour Delly's Matchups et Delly TV,.

## Biographie
Delly Singah est originaire de l'arrondissement de Ngie dans la région du Nord-Ouest du Cameroun. Basée au Royaume-Uni, l'entremetteuse camerounaise est le deuxième enfant d'une famille de quatre, née et élevée Delphine Anon Singah à Bamenda.

## Carrière
Delly s'est fait remarquer, pour l'émission de télévision en ligne sur Delly TV Date avec une star et le debat, lancé en juillet 2018. l'émission diffuse un contenu représentant la culture africaine dans le domaine des affaires, du divertissement et de la politique, en interaction hebdomadaire en direct. Elle a reçu des footballeur camerounais Eyong Enoh, des acteurs Nkanya Nkwai, Nchifor Valery, hommes politiques, etc.The Sun l'a qualifié de maison de production de contenu moderne et original représentant la culture, la langue, le style et les innovations africaines.[réf. nécessaire]

En tant que philanthrope, elle est la fondatrice de la Fondation Delly Singah, qui aide à la création d'entreprises et de projets au Cameroun : 

« J'ai marché sur leurs traces, vécu leur vie et je les comprends mieux. Je les soutiens par amour et par les expériences que j'ai vécues. »

Delly, ont également reçu des crédits pour Delly's Matchups, une application web de rencontres, L'as journaliste camerounais NFOR Hanson Nchanji l'a appelé The First Pan African Dating Site. En octobre 2018, lors de la quatrième édition du Cameroon Women Career Award (CWCA), elle a remporté le prix de la personnalité médiatique.

## Vie privée
Delly Singah est mariée à Philip Samson, un artiste de gospel et claviériste camerouno-nigérian. Tous deux ont un fils.[réf. nécessaire]